# Jan Willem IJzerman

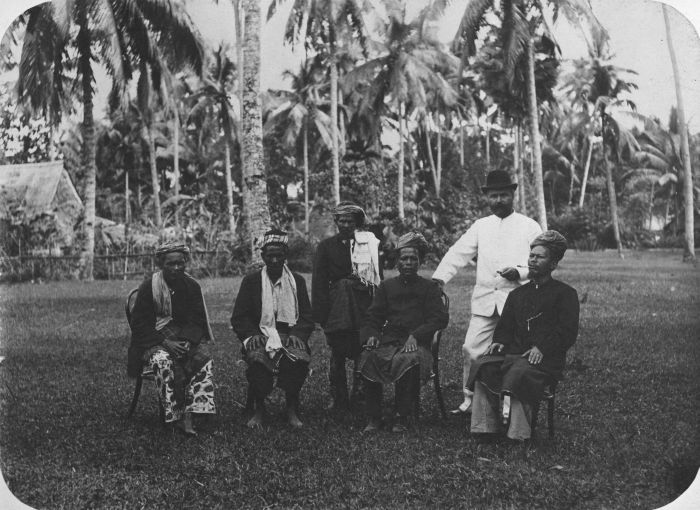
Groepsportret van lokale bestuurders met hoofdingenieur van Jan Willem IJzerman

Jan Willem IJzerman (Leerdam, 9 april 1851 – Den Haag, 10 oktober 1932) was een ingenieur bij de aardoliewinning in Nederlands-Indië, lid van de Tweede Kamer, voorzitter van het Koninklijk Nederlands Aardrijkskundig Genootschap en een belangrijk persoon voor het behoud van de Borobudur en andere tempels op Java.
Jan Willem IJzerman was de zoon van Arie IJzerman, hoefsmid te Leerdam, en Johanna van Malsen. IJzerman trouwde op 27 februari 1873 met Francisca J.J.A. Junius, die enige bekendheid verwierf als Indisch schrijfster, onder het pseudoniem Annie Foore. Na haar overlijden op 2 juni 1890 hertrouwde hij op 14 juni 1892 met Suzanna C. Koch. Uit het eerste huwelijk had hij een zoon en drie dochters, uit het tweede twee zoons en twee dochters, en hij was de schoonvader van Hermien IJzerman.  Na een opleiding aan de Koninklijke Militaire Academie werkte hij een paar jaar in Nijmegen en Breda bij de genie om daarna (1874-1896) als (hoofd)ingenieur te werken aan verschillende spoorlijnen op Java en Sumatra ten behoeve van de grondstoffenwinning.
In 1885 ontdekte IJzerman (de eerste voorzitter van de Archeologische Vereniging van Yogyakarta) de verborgen basis van de Borobudur. Het pad eromheen werd afgegraven en de fotograaf Kassian Cephas werd gevraagd alle 160 reliëfs die tevoorschijn kwamen te fotograferen. Daarna werden de reliëfs weer bedekt. Daarom zijn de opnamen van Céphas tot op de dag van vandaag de enige bron voor studie van deze reliëfs.
Na zijn pensionering als militair in 1896 was IJzerman oprichter/directeur van de N.V. Petroleum-maatschappij "Moeara Enim" te Amsterdam van 1897 tot 1904. De onderneming had een concessie en een oliebron bij Palembang op Zuid-Sumatra. In 1904 werd Moeara Enim overgenomen door de voorganger van de op 26 februari 1907 opgerichte Bataafsche Petroleum Maatschappij (Koninklijke Olie), terwijl IJzerman lid werd van de raad van commissarissen. Moeara Enim werd een houdstermaatschappij van aandelen Koninklijke Olie (tot omstreeks 2000).
IJzerman werd ook politiek actief voor de Liberale Unie, eerst als lid van de gemeenteraad van Amsterdam (1899-1906), later als lid van de Tweede Kamer (19 september 1905 - 21 september 1909 en wederom 12 januari 1917 - 17 september 1918). IJzerman was van 1899 tot 1921 voorzitter van het Koninklijk Nederlands Aardrijkskundig Genootschap (KNAG), en vervulde daarnaast nog tal van andere bestuurlijke functies bij de Linschoten-Vereeniging, Koninklijk Instituut voor de taal,- land- en volkenkunde van Nederlandsch-Indië, Raad van Beroep voor mijnwezen, en vele tentoonstellingscommissies.  
Hij was de belangrijkste initiatiefnemer tot de oprichting van de Technische Hogeschool Bandoeng, die in 1920 werd gesticht. Het park voor de hoofdingang kreeg zijn naam (sinds 1950 heet het Taman Ganesa); gezien zijn verdiensten is er echter na 1950 een straat naar hem genoemnd in Bandoeng (Jalan IJzerman).
Op 8 januari 1921 werd IJzerman een eredoctoraat in de letteren en wijsbegeerte verleend aan de Universiteit van Amsterdam en in  7 april 1925 in de technische wetenschappen aan de Technische Hogeschool Bandoeng. In 1921 werd hem tevens de  Plancius-medaille toegekend. IJzerman ontving diverse ridderorden:  Ridder in de Orde van de Nederlandse Leeuw, Commandeur in de Orde van Oranje-Nassau en Grootofficier in de Orde van Oranje-Nassau. In 1921 werd hij erelid van het KNAG en in 1922 van het Koninklijk Instituut van Ingenieurs (waarvan hij al sinds 1874 lid was).
- Biografisch Portaal: 08944323
- CiNii: DA06254373
- Digitale Bibliotheek voor de Nederlandse Letteren: ijze002
- Gemeinsame Normdatei: 1020193603
- International Standard Name Identifier: 0000 0000 8131 1564
- Library of Congress Control Number: n89608590
- Nationale bibliotheek van Australië: 35514440
- Nederlandse Thesaurus van Auteursnamen: 074129570
- Parlement.com: vg09lldf30v4
- Système universitaire de documentation: 195466195
- Trove: 980657
- Virtual International Authority File: 52077042
- WorldCat: E39PBJrWFVJTwrvCVWMcPDmw4q